# Espacio marítimo chileno

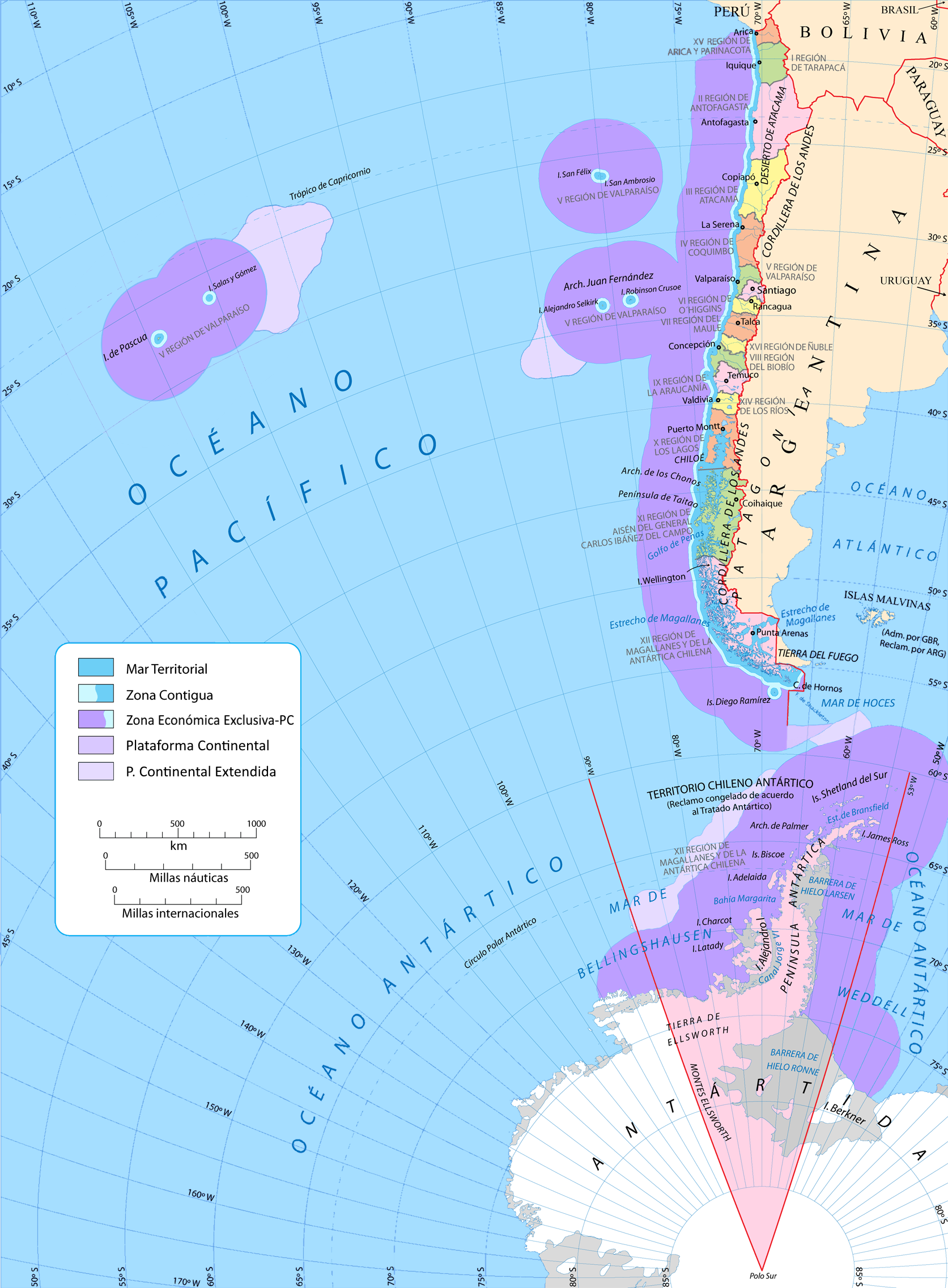
Mapa que muestra el Mar Chileno, la reclamación antártica y la plataforma continental de Chile

El Espacio marítimo chileno, también conocido como Mar Chileno, es el conjunto de los espacios marítimos sobre los que Chile ejerce soberanía, derechos exclusivos y reclamaciones de diverso grado, en los océanos Pacífico, Atlántico y Antártico, incluyéndose frecuentemente en esa definición el mar internacional adyacente a los anteriores conocido como mar presencial, sobre el cual Chile no ejerce ni reclama algún grado de soberanía. Además reclama soberanía sobre su plataforma continental y plataforma continental extendida.
No es propiamente un mar en el concepto geográfico que tiene la Organización Hidrográfica Internacional, sino un mar en sentido jurídico y político. Corresponde a las aguas que circundan la costa continental hasta las 200 millas marítimas al oeste desde la línea de marea baja y, en el caso de las islas polinésicas Rapa Nui y Salas y Gómez, 350 millas marítimas. Mediante el decreto 346 de 1974 del Ministerio de Relaciones Exteriores, se denominó a dicha área «Mar Chileno».
La ley 18565 de 1986 modificó diversas normas legales para adecuar el ordenamiento jurídico chileno a la CONVEMAR, y mediante la ley 19080 de 1991 se definió unilateralmente el «mar presencial de Chile».
Respecto al límite norte, Perú planteó una controversia, resuelta el 27 de enero de 2014 por una sentencia de la Corte Internacional de Justicia que estableció, en parte, una nueva frontera marítima, cuyas coordenadas exactas fueron determinadas el 25 de marzo siguiente mediante la suscripción por ambos Estados de un acta llevada a cabo en la sede de la cancillería peruana. Además, y como consecuencia del establecimiento de la nueva frontera marítima, dicha sentencia tuvo como efecto el recortar la extensión del mar presencial de Chile al otorgarle a Perú una porción del mismo.
En 2021 el presidente chileno Sebastián Piñera firmó el Decreto Supremo N° 95 en el que se explicita la plataforma continental al este del meridiano 67º 16' 0 como parte del área de la plataforma continental (no extendida) chilena, proyectada desde las islas Diego Ramírez, reclamando también la medialuna que Argentina considera como parte de la extensión lograda por el criterio de la plataforma continental extendida. Esto se manifestió en la Carta SHOA N°8 y motivó una respuesta de la cancillería argentina contra la medida de Chile en el marco de la disputa por la plataforma continental extendida en el Mar de la Zona Austral entre Argentina y Chile.
El 21 de diciembre de 2020, Chile presentó ante la Comisión de Límites de la Plataforma Continental de Naciones Unidas el informe parcial de la plataforma continental extendida en Isla de Pascua y Salas y Gómez.
En febrero de 2022 Chile entrega su segunda presentación parcial respecto de la Plataforma Continental Occidental del Territorio Chileno Antártico y en agosto del mismo año realiza las presentaciones orales de ambas presentaciones parciales en la Sesión N°55 de la Comisión de Límites de la Plataforma Continental en la ONU en Nueva York.
En 2023 Chile, a través del SHOA, pone a disposición un gráfico ilustrativo que muestra todos los espacios marítimos reclamados por el país, siendo nuevamente rechazado por Argentina.

## Clasificación del territorio marítimo chileno

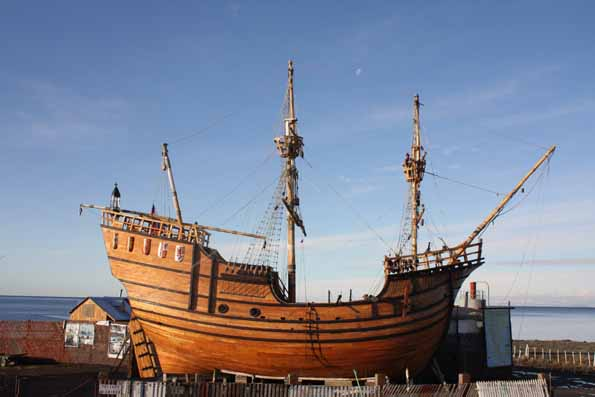
Réplica de la nao Victoria, en Punta Arenas, el primer barco en navegar el Mar chileno en 1520

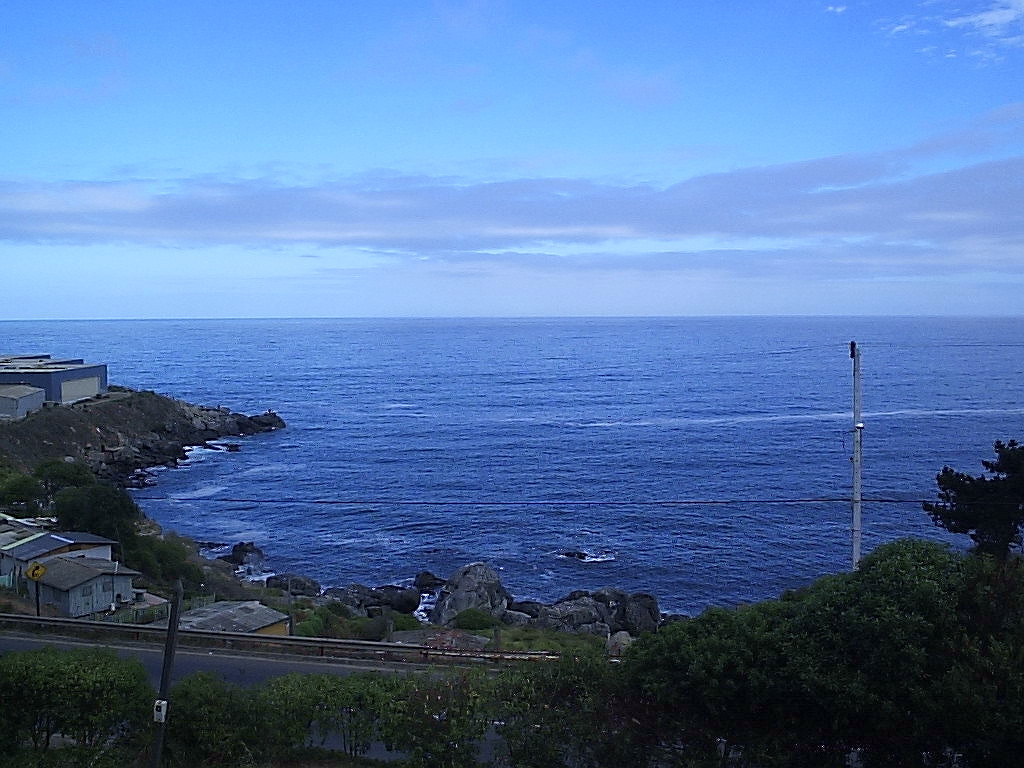
Mar chileno

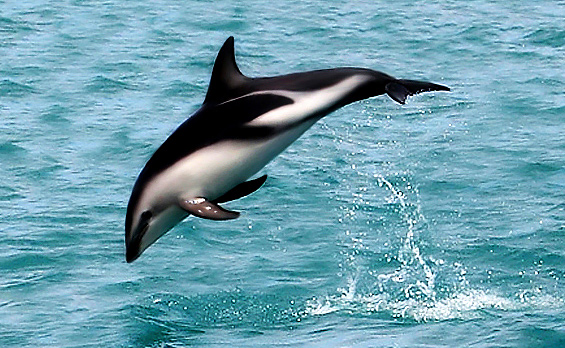
Delfín oscuro, especie protegida por ley en Chile

Chile posee una costa de 6435 km de longitud. El Mar chileno se divide en cuatro zonas que forman parte del territorio chileno:
1. Mar territorial. Corresponde a las primeras 12 millas náuticas desde las respectivas líneas de base, y constituye una proyección del territorio continental o insular por lo que el estado ejerce soberanía con pleno derecho, y es de dominio nacional, sólo se permite navegación inocente, que no produzca daño. Las aguas situadas en el interior de las líneas de base del mar territorial forman parte de las aguas interiores del Estado. Abarca 120 827 km² (Mar territorial de Chile continental: 106 707 km², Mar territorial de Chile oceánico: 14 120 km²).[26]
2. Zona contigua. Comprende las 12 millas náuticas contadas desde el borde externo del mar territorial; es una zona donde el Estado tiene facultades en materias de prevención y sanción de la infracción de sus leyes y reglamentos aduaneros, fiscales, de inmigración o sanitarios. Posee una superficie de 131 669 km².[26]
3. Zona económica exclusiva (ZEE). Se extiende desde los 188 millas náuticas más allá de la línea de término del mar territorial. Allí el Estado chileno tiene derecho exclusivo sobre la exploración, explotación, conservación y administración de los recursos vivos y no vivos del agua suprayacente al lecho marino, del lecho y el subsuelo del mar. Después de una fuerte campaña desde la sociedad civil, liderados principalmente por Greenpeace, otras ONGs ambientales y la pesca artesanal, se estableció por ley que toda esta área es una «Zona Libre de Caza de Cetáceos», es decir, que no se puede realizar caza de cetáceos, permitiéndose la observación, el rescate y la rehabilitación de diversas especies animales.[27][28] Comprende una superficie total de 3 681 989 km².[29]
4. Plataforma continental correspondiente que posee una superficie total de 161 338 km².[29]

| Áreas de la ZEE y de la plataforma continental de Chile | Áreas de la ZEE y de la plataforma continental de Chile | Áreas de la ZEE y de la plataforma continental de Chile |
|                                                         | Zona económica exclusiva (km²)                          | Plataforma continental (km²)                            |
| ------------------------------------------------------- | ------------------------------------------------------- | ------------------------------------------------------- |
| Chile                                                   | 2 009 299                                               | 160 916                                                 |
| Rapa Nui                                                | 720 395                                                 | 69                                                      |
| Islas Desventuradas                                     | 449 805                                                 | 31                                                      |
| Archipiélago de Juan Fernández                          | 502 490                                                 | 322                                                     |
| Total                                                   | 3 681 989                                               | 161 338                                                 |

Por otro lado, también existe el mar presencial, una zona del alta mar en donde el Estado de Chile adquiere obligaciones por acuerdos internacionales. La ley 19080 de 1991 lo define como «aquella parte de la alta mar, existente para la comunidad internacional entre el límite de nuestra zona económica exclusiva continental y el meridiano que, pasando por el borde occidental de la plataforma continental de la Isla de Pascua, se prolonga desde el paralelo del hito N° 1 de la línea fronteriza internacional que separa Chile y Perú, hasta el Polo Sur». Es una zona donde no existe reclamo o ejercicio de soberanía, sino una simple declaración unilateral de intereses de Chile sobre la alta mar circundante a su soberanía marítima, sin desconocer la situación jurídica de los espacios marítimos que la integran. Respecto de ella, fundamentalmente sólo se pretende participar en las actividades económicas que allí se realicen y estar presente en las actividades científicas de otros estados, en el marco de libertades de la alta mar, de acuerdo a la Convención del Mar. Tiene una superficie total de 17 751 361 km².
Cabe señalar que la extensión del mar presencial quedó recortada como consecuencia de la Sentencia de la Corte de Justicia de La Haya en el diferendo marítimo con Perú, en la que el tribunal otorgó a este país un área de 28 356 km² que según la ley chilena pertenecía a su mar presencial.